# Nowodolinski
Nowodolinski (kyrillische Schreibweise: Новодолинский) ist eine Siedlung im Gebiet Qaraghandy, Kasachstan.
Der Ort mit 6365 Einwohnern befindet sich 45 km südwestlich der Gebietshauptstadt. In 12 km Entfernung liegt die Stadt Schachtinsk, deren Verwaltung die Siedlung unterstellt ist.
Nowodolinski wurde 1954 gegründet.

## Personen aus Nowodolinskii
- Christina Hammer (* 1990), deutsche Boxerin